# Ekonomiåret 1944

## Händelser
- 22 februari - Den svenska regeringen tillsätter en kommission för planering av ekonomin efter kriget under professor Gunnar Myrdal.
- 28 april - De svenska socialdemokraterna ansluter sig till arbetarrörelsens efterkrigsprogram, de 27 punkterna, om den ekonomiska politiken efter kriget. Dess huvudpunkter är full sysselsättning, rättvis fördelning och höjd levnadsstandard samt större effektivitet och mer demokrati inom näringslivet. Man kräver också samhällsstöd åt allmännyttig produktion eller socialisering på områden där enskild företagsamhet anses medföra misshushållning eller monopolism. De konkreta socialiseringskraven gäller dock bara försäkringsväsendets förstatligande och tomtmarkens och hyreshusens gradvisa kommunalisering.

## Bildade företag
- Älvsbyhus, svensk hustillverkare.[1]